# Óscar Andrés Rodríguez Maradiaga
Pour les articles homonymes, voir Oscar Rodriguez, Rodríguez et Maradiaga.
Oscar Andres Rodriguez Maradiaga, né le 29 décembre 1942 à Tegucigalpa au Honduras, est un prêtre salésien hondurien. Nommé archevêque de Tegucigalpa en 1993, il est créé cardinal en 2001.

## Biographie

### Jeunesse et formation
Il est le troisième d'une famille de quatre enfants.
Membre de l'institut religieux des salésiens de Don Bosco, il est ordonné prêtre en 1970.
Il a obtenu des doctorats en philosophie et en théologie à l'Institut Don Rua, à l'université pontificale salésienne et à l'université pontificale du Latran. Il a aussi obtenu un doctorat en psychologie clinique à l'université d'Innsbruck.

### Prêtre
Il exerce son ministère à Guatemala City et est recteur de université Francisco Marroquín. Il enseigne la musique, la physique et la chimie au Salvador, au Honduras et au Guatemala. Il est aussi professeur de théologie morale à l'Institut salésien du Guatemala.

### Évêque
En 1978, il est nommé évêque auxiliaire de Tegucigalpa et est consacré par Gabriel Montalvo Higuera, avec Héctor Santos Hernández et Miguel Obando y Bravo comme coconsécrateurs.
Il est nommé archevêque de ce même diocèse en 1993. Outre son engagement pastoral en faveur des pauvres et démunis de son pays, il lutte au niveau international pour l'annulation de la dette du tiers-monde, encourage et anime le dialogue entre pays belligérants d'Amérique centrale et dirige les opérations de secours après de nombreuses catastrophes naturelles.
Il préside le conseil épiscopal latino-américain (CELAM) de 1995 à 1999.

### Cardinal
Lors du consistoire du 21 février 2001, il est créé cardinal par Jean-Paul II avec le titre de cardinal-prêtre de Santa Maria della Speranza. Il est ainsi le premier cardinal du Honduras.
Ses positions de lutte contre la pauvreté, et ses vues doctrinales plutôt traditionnelles en font un des papabili à la mort de Jean-Paul II ; il aurait obtenu trois votes en sa faveur au conclave d'avril 2005.
En 2007 à 2015, il a été président de Caritas Internationalis.
Il était considéré par beaucoup comme un successeur possible de Benoît XVI. Il exprime sa considération pour la valeur de la théologie de la libération et son apport pour la défense des pauvres, estimant que le cardinal Ratzinger l'a encouragée, tout en concédant qu'elle a connu des problèmes doctrinaux qui « ne sont pas le cœur » de cette théologie.
Toutefois, son attitude en faveur du coup d'État de 2009 au Honduras a suscité polémiques et interrogations.
Il préconise une réorganisation de l'administration centrale de l'Église catholique, selon lui trop centralisée et éloignée des préoccupations des gens, en particulier des plus humbles : « Si l'Église s'éloigne du monde, elle se vide ».
Toujours considéré comme papabile, il participe au conclave de 2013 qui élit François. Celui-ci le nomme à la tête d'un groupe de huit cardinaux chargés de la révision de la Constitution apostolique « Pastor Bonus » sur la Curie romaine.
Le 29 mars 2014, à l'occasion de la confirmation du préfet de la Congrégation pour les instituts de vie consacrée et les sociétés de vie apostolique, il est nommé membre de cette congrégation par le pape.
Le 9 septembre 2014, il est nommé par François père synodal pour la troisième assemblée générale extraordinaire du synode des évêques sur la famille se déroulant du 5 au 19 octobre en qualité de président de la Conférence épiscopale du Honduras.
Il atteint la limite d'âge le 29 décembre 2022, ce qui l'empêche de participer au conclave devant désigner le successeur du pape François.

## Vie privée
Passionné d'aviation, il a piloté dès l'âge de quatorze ans. Il a étudié le piano au conservatoire, joué dans un orchestre, enseigné la musique au grand séminaire Il parle cinq langues en plus de l'espagnol : l'anglais, l'italien, le français, l'allemand et le portugais.

## Accusations

### Ingérence politique
En 2007, le cardinal Rodriguez a été nommé à la tête de la nouvelle « Commission des notables » sur l'étude de la crise énergétique telle qu'elle a touché le Honduras. Interrogé dans un entretien international sur le fait de ne pas être qualifié pour une telle tâche, il a répondu calmement qu'il avait fait ses études en génie chimique au Texas et qu'il connaissait bien le pétrole. Son choix en tant que dirigeant n’était cependant pas son savoir technique, mais le respect national pour son intégrité et sa neutralité à l’égard des groupes politiques du pays.
En 2008, le cardinal Rodriguez a reproché au président Manuel Zelaya d'utiliser des fonds publics pour promouvoir ses projets au lieu de les dépenser pour les pauvres. Il a déclaré : « Nous étions de bons amis. Mais il a radicalement changé […] C'était Chávez ».
Selon un porte-parole[Qui ?], l'Église n'était pas en faveur des prétendus projets de réélection de Zelaya, déchu, ni du coup d'État contre lui. Dans un discours télévisé, Rodriguez a averti que le retour de Zelaya pourrait conduire à un bain de sang. Il a également appelé le nouveau gouvernement à promouvoir la réconciliation nationale et à laisser de côté la vengeance, la poursuite, la violence et la corruption. Il a en outre exhorté l'Organisation des États américains à enquêter sur tous les actes illégaux commis sous la présidence de Zelaya.
Rodriguez a ensuite été accusé par Zelaya d'avoir conspiré et d'avoir collaboré avec les chefs du coup d'État[réf. nécessaire].

### Malversations financières
Le journal italien L'Espresso a rapporté que l'évêque argentin Jorge Pedro Casaretto - envoyé par le pape François en tant qu'envoyé apostolique au Honduras - est revenu avec un rapport en 2017, suggérant que Maradiaga aurait pu être impliquée dans la mauvaise gestion des fonds de l'Église sur des milliers de dollars de l'Université catholique de Tegucigalpa. Maradiaga est accusé d'avoir investi plus de 1,2 million de dollars dans certaines sociétés financières londoniennes, notamment Leman Wealth Management. Une partie de cet argent a maintenant disparu, a-t-il déclaré. Le rapport de Casaretto est basé sur les témoignages de plus de 50 témoins, y compris des membres du personnel diocésain et des prêtres, a déclaré L’Espresso. Le pape François a ordonné qu'une enquête soit menée sur les finances du cardinal en décembre 2017.

### Complicité dans l'affaire Pineda
Martha Alegría Reichmann, veuve de l'ancien ambassadeur du Honduras auprès du Saint-Siège, Alejandro Valladares Lanza, accuse le cardinal Oscar Rodríguez Maradiaga d'avoir maintenu pendant des décennies un régime abusif et de type mafieux au Honduras, à des fins immorales. Elle livre ses révélations dans le livre publié 2018, Traiciones sagradas (« Trahisons sacrées »). Elle l'accuse également de protéger sans scrupule son évêque auxiliaire corrompu, Juan José Pineda Fasquelle, qui a été contraint de démissionner en 2018, à la suite d'accusations de violences sexuelles sur des séminaristes.

## Succession apostolique
Óscar Andrés Rodríguez Maradiaga a ordonné les évêques suivants :
- Évêque Ángel Garachana Pérez (es), C.M.F. (1995)
- Évêque Roberto Camilleri Azzopardi (en), O.F.M. (2001)
- Évêque Guido Plante (de), P.M.E. (2005)
- Évêque Luis Felipe Solé Fa (es), C.M. (2005)
- Évêque Juan José Pineda Fasquelle (de), C.M.F. (2005)
- Évêque Jean-Louis Giasson, P.M.E. (2005)
- Évêque Darwin Rudy Andino Ramírez (es), C.R.S. (2006)
- Évêque José Bonello (de), O.F.M. (2011)
- Archevêque Michael Lenihan (en), O.F.M. (2012)
- Évêque Guy Charbonneau (de), P.M.E. (2013)
- Évêque Héctor David García Osorio (es) (2014)
- Évêque José Antonio Canales Motiño (de) (2017)
- Archevêque José Vicente Nácher (es), C.M. (2023)